# Jacob II van Oost
Jacob II van Oost of Jacob van Oost de Jongere (Brugge, 1639 - Brugge, 29 september 1713) was een Vlaams barokschilder.

## Levensloop
Hij was de zoon van de Brugse stadsschilder Jacob I van Oost (1603-1671). Zijn broer Willem van Oost (1651-1686) was eveneens kunstschilder.
Omstreeks 1660 vertrok Jacob II naar Parijs. Daarna bracht hij enkele jaren door in Rome. In 1668 vestigde hij zich in Rijsel, waar hij twee jaar later trouwde met Marie Bourgeois. Hun zoon Dominique Joseph van Oost (1677-1739) werd net als zijn vader kunstschilder in Rijsel. In 1703 keerde Jacob II definitief terug naar zijn geboortestad Brugge om er in 1713 te sterven.
Hij is vooral bekend als schilder van portretten en genretaferelen. Verschillende van zijn werken worden bewaard in het Groeningemuseum in Brugge, in de Sint-Mauritiuskerk in Rijsel en in musea in Brussel, Damme, Doornik, Rijsel en Verviers.

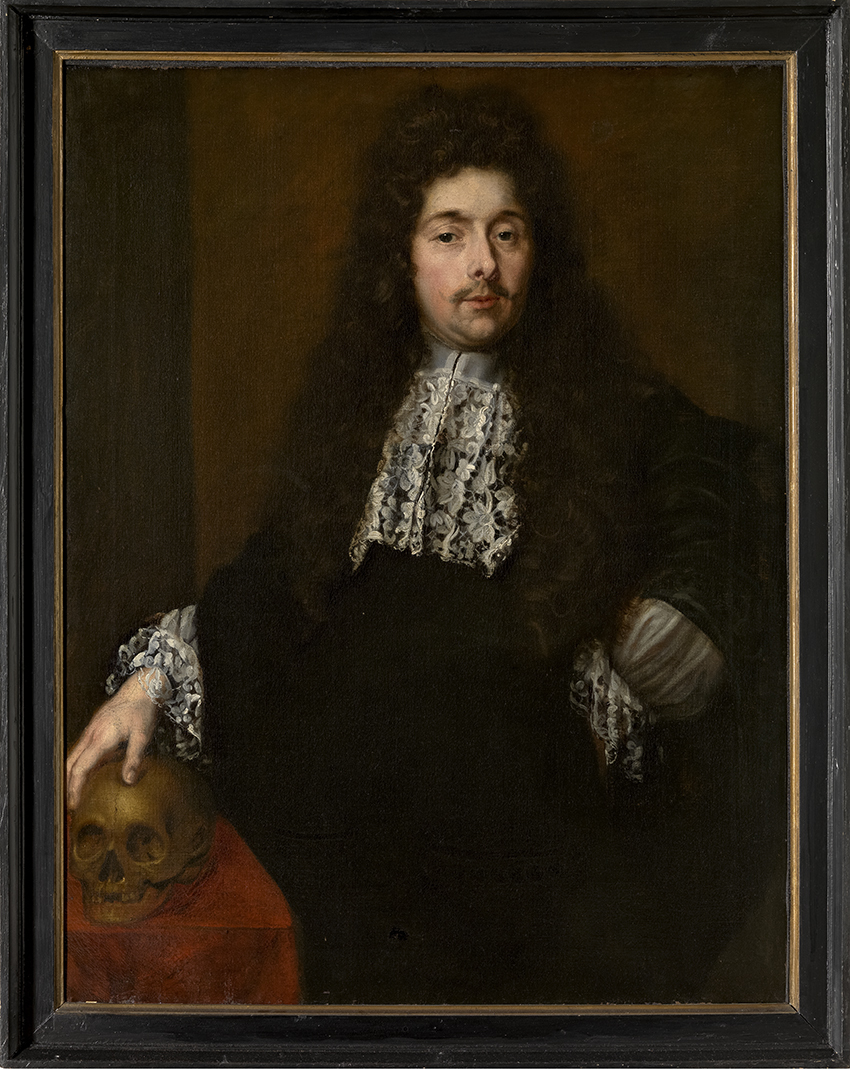
Portret van Hendrik Franssens, deken van het Brugse chirurgijnsambacht (ca. 1675 - ca. 1713).
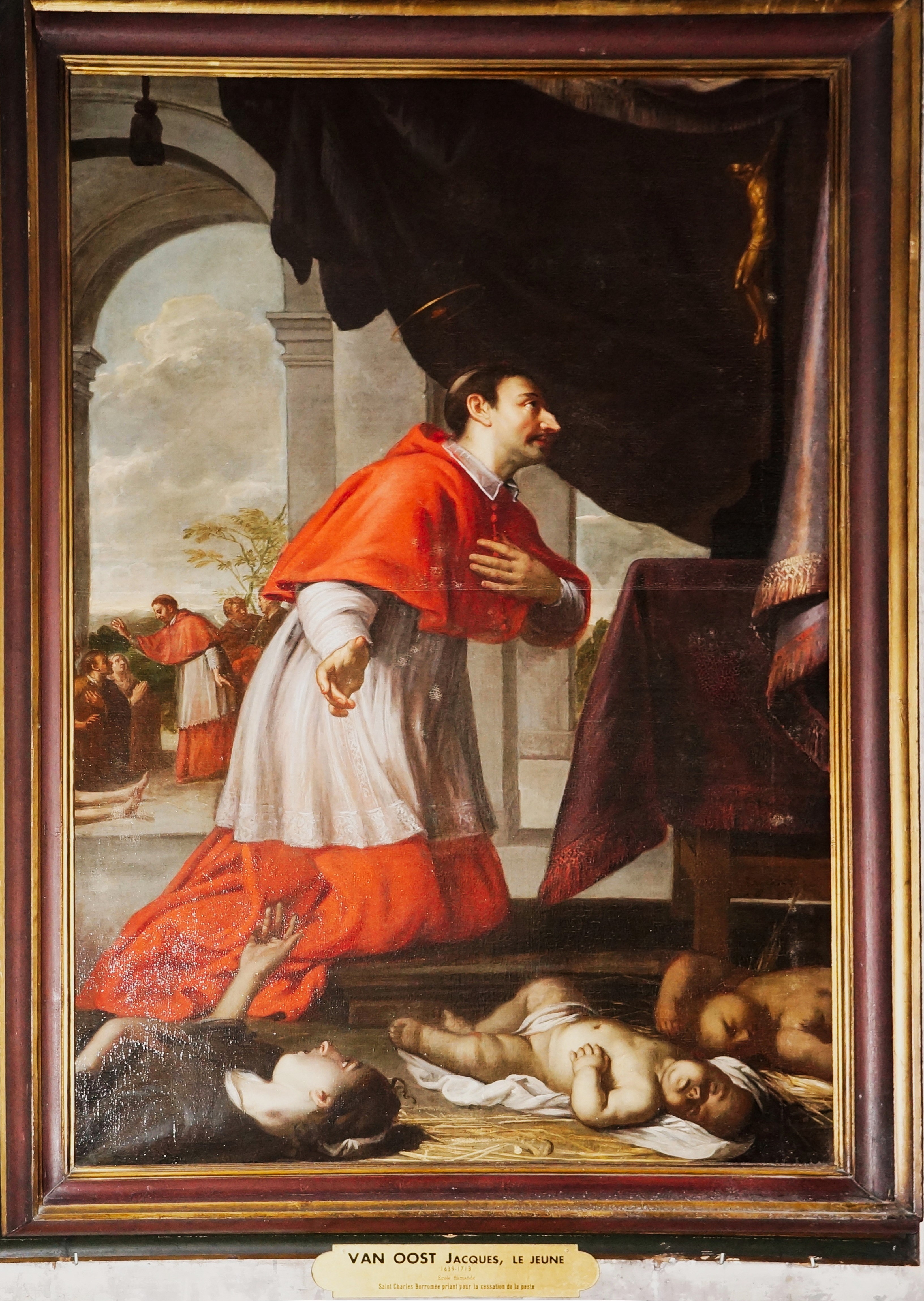
De H. Carolus Borromeus bidt voor het einde van de pest (1668).